# Moteur à arbre à cames en tête

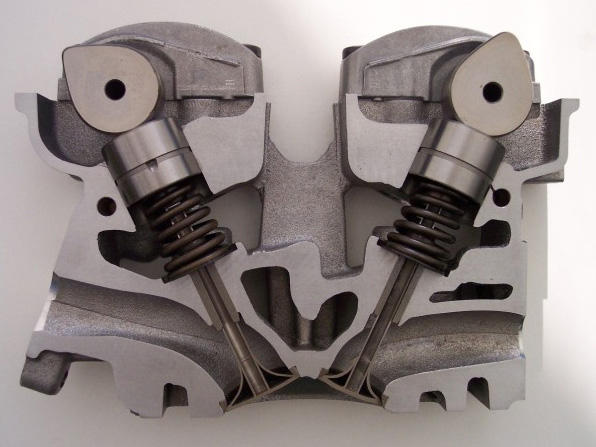
Vue en coupe d'une culasse 2ACT.

Un moteur à arbre à cames en tête (ACT) est un moteur à piston dans lequel l'arbre à cames est situé dans la culasse au-dessus de la chambre de combustion,. Cette conception diffère des moteurs culbutés où l'arbre à cames (latéral ou central) est situé sous la culasse dans le bloc-moteur.
Les moteurs à arbre à cames en tête simple (single overhead camshaft en anglais ou SOHC) ont un arbre à cames par rangée de cylindres. Les moteurs à double arbre à cames en tête (2ACT, également appelés « twin-cam ») ont deux arbres à cames par rangée de cylindre.
La première voiture de série à utiliser un moteur 2ACT a été construite en 1910. L'utilisation de ce type de moteurs a lentement augmenté à partir des années 1940, ce qui a conduit la plupart des constructeurs automobiles au début des années 2000 à utiliser ce type de distribution.

## Conception

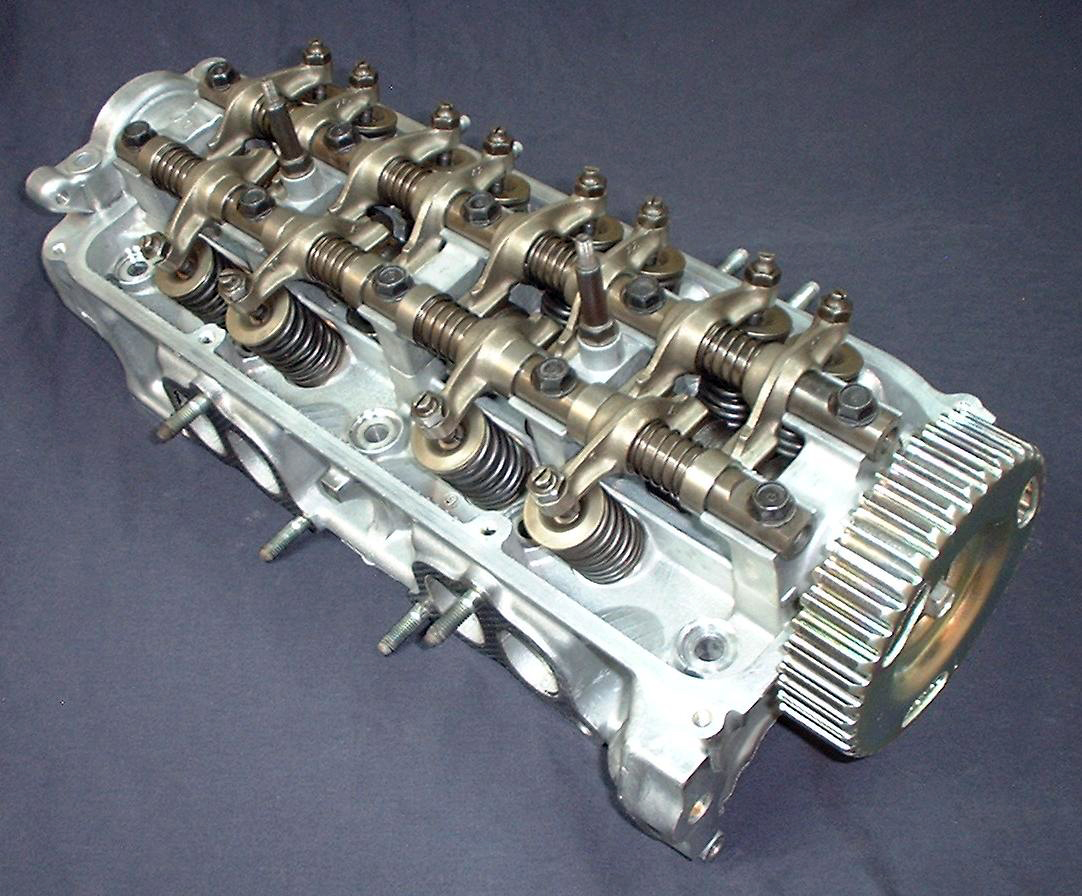
Honda D15A3 à culasse 1ACT de 1987.

Dans un moteur à arbre à cames en tête, l'arbre à cames est situé en haut du moteur, au-dessus de la chambre de combustion. Cela contraste avec les anciennes configurations des moteurs à soupapes en tête (Overhead Valve Engine ou OHV) et des moteurs à soupapes latérales où l'arbre à cames est situé dans le bas du bloc-moteur. Même si les soupapes des moteurs ACT et OHV sont situées au-dessus de la chambre de combustion, un moteur OHV nécessite des tiges de poussée et des culbuteurs pour transférer le mouvement de l'arbre à cames jusqu'aux soupapes alors que dans un moteur ACT les soupapes sont directement actionnées par l'arbre à cames.
Par rapport aux moteurs OHV avec le même nombre de soupapes, il y a moins de composants en mouvement dans un moteur ACT. Il y a également moins d'inertie du train de soupapes dans un moteur ACT, ce qui réduit le phénomène d'affolement des soupapes à des régimes moteur plus élevés. Un inconvénient est que le système d'entraînement de l'arbre à cames (généralement une chaîne de distribution dans les moteurs modernes) est plus complexe dans un moteur à ACT.
Un avantage des moteurs à ACT est qu'il existe une plus grande flexibilité pour optimiser la taille, l'emplacement et la forme des orifices d'admission et d'échappement, car il n'y a pas de poussoirs à éviter. Cela améliore le flux de gaz à travers le moteur, augmentant la puissance et le rendement énergétique.
Lors des réparations de moteur qui nécessitent le retrait de la culasse, un inconvénient des moteurs à ACT est que le calage de l'arbre à cames doit être de nouveau réglé si la culasse est retirée. Dans les voitures Morris et Wolseley de 1920 à 1940 à moteur à ACT, les fuites d'huile dans les systèmes de lubrification étaient également un problème (pp15-18).

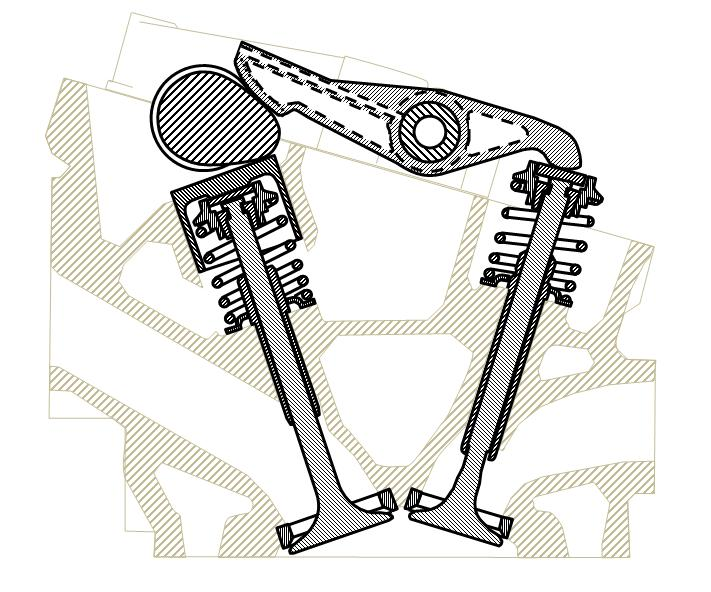
Triumph Dolomite Sprint 1973 à 1ACT (disposition inhabituelle avec quatre soupapes par cylindre).

### Simple arbre à cames en tête
La configuration la plus ancienne du moteur à arbre à cames en tête (ACT) est la conception à simple ACT (1ACT),. Un moteur 1ACT reçoit un ACT par banc de cylindres. Un moteur 1ACT en ligne a un seul ACT ; un moteur en V ou à plat avec deux ACT au total (un par banc de cylindres) reste un moteur à simple ACT et non pas à double ACT.
Indépendamment du nombre, l'arbre à cames actionne généralement les soupapes indirectement via un culbuteur,.
La plupart des moteurs 1ACT ont deux soupapes par cylindre. Cependant, quelques moteurs, tels que celui équipant la Triumph Dolomite Sprint de 1973 et le moteur V6 Honda J Series, avaient une configuration 1ACT avec quatre soupapes par cylindre. Ces moteurs recevaient l'arbre à cames au centre de la culasse, avec des culbuteurs de longueur égale actionnant les soupapes d'admission et d'échappement. Cette disposition a été utilisée pour permettre l'utilisation de quatre soupapes par cylindre tout en minimisant la masse du groupe de soupapes et la taille globale du moteur,,.

### Double arbre à cames en tête

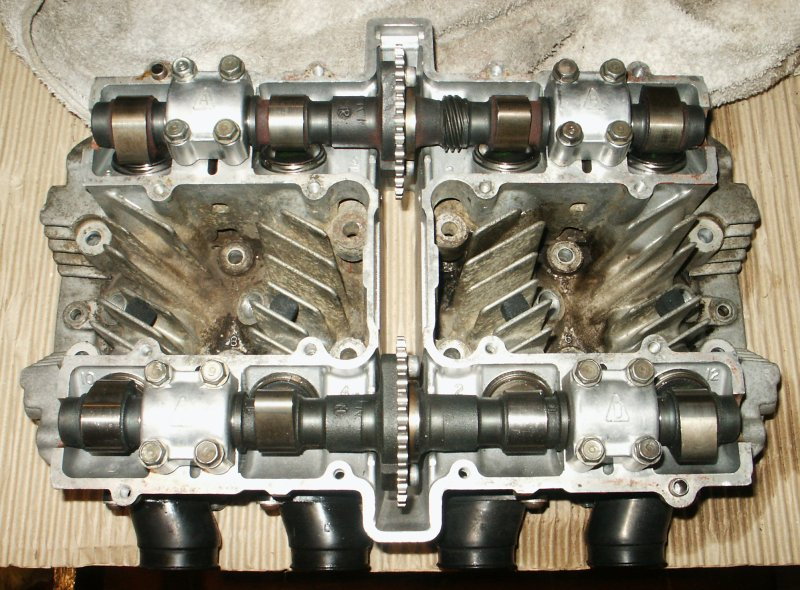
Moteur de moto Suzuki GS550 à 2ACT de 1977 (vue de dessus).

Un moteur à double arbre à cames en tête (2ACT ou twin-cam) a deux ACT par banc de culasse,,, un pour les soupapes d'admission et l'autre pour les soupapes d'échappement. Un moteur 2ACT en ligne a deux ACT ; un moteur en V ou à plat avec quatre ACT au total (deux par banc de cylindres) est un moteur à double ACT. Parfois, un moteur 2ACT en V est commercialisé comme un moteur à quatre arbres à cames, mais les deux arbres à cames « supplémentaires » sont le résultat de la configuration du moteur. Brouillant davantage la terminologie, certains moteurs  bicylindres à plat et bicylindres en V (tels que Harley-Davidson, Riley Motors, Triumph et Indian) ont été commercialisés par leurs fabricants sous le terme trompeur de « moteur double arbres » (twin-cam engine), mais ce sont des arbres à cames latéraux, pas des ACT.
La plupart des moteurs 2ACT ont quatre soupapes par cylindre. Cependant il existe des moteurs 2ACT avec seulement deux soupapes par cylindre comme le moteur Alfa Romeo Twin-Cam, le moteur Jaguar XK6, le premier moteur Ford I4 DOHC et le moteur Lotus-Ford Twin Cam.
L'arbre à cames actionne généralement les soupapes via un poussoir. Une conception à 2ACT permet un angle plus large entre les soupapes d'admission et d'échappement que dans les moteurs 1ACT, ce qui améliore le flux de gaz à travers le moteur. Un autre avantage est que la bougie d'allumage peut être placée à l'emplacement optimal, améliorant à son tour l'efficacité de la combustion.

## Composants

### Courroie de distribution / chaîne de distribution

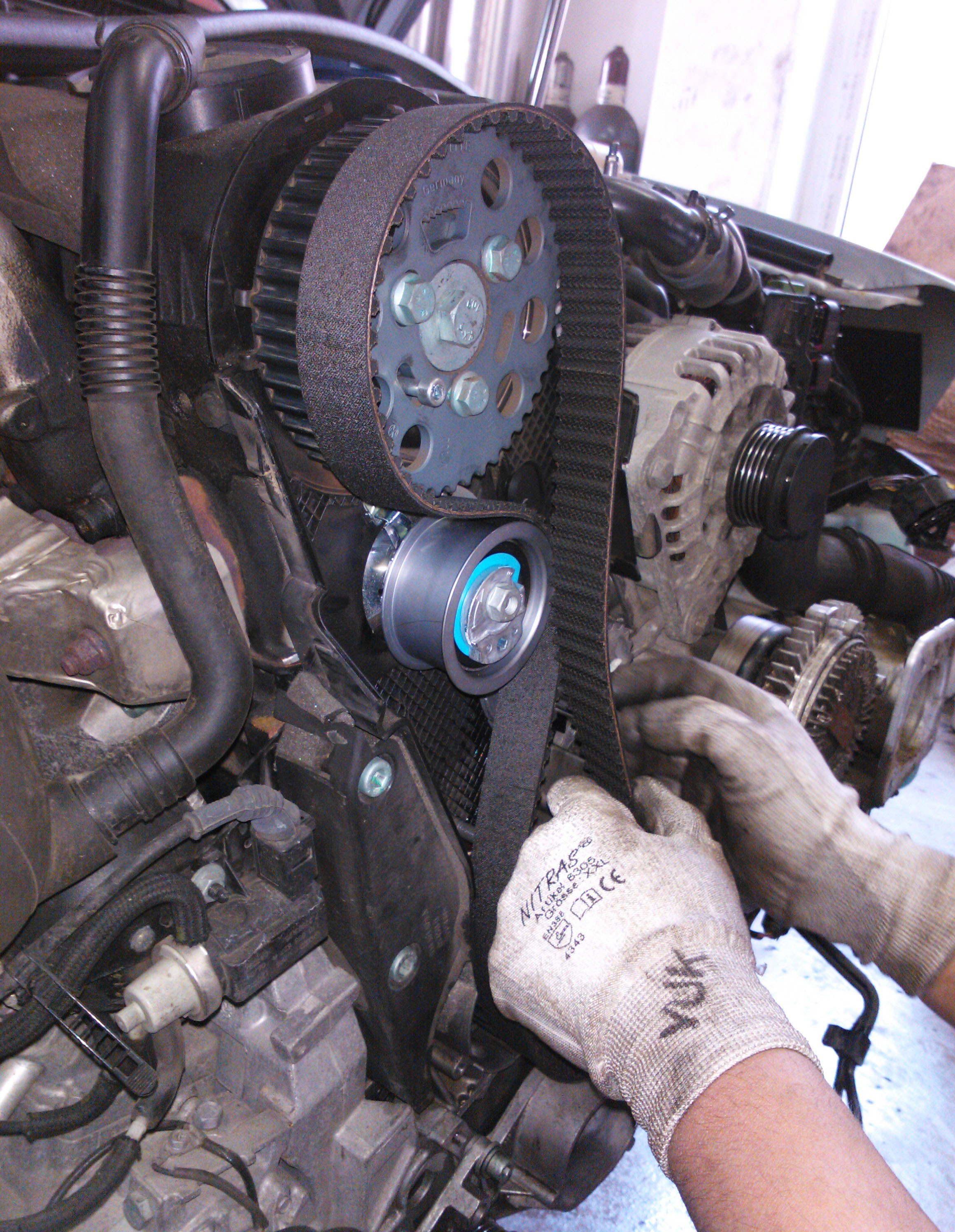
Courroie de distribution en caoutchouc.

La rotation du ou des arbres à cames est entraînée par le vilebrequin. De nombreux moteurs du 21e siècle utilisent une courroie de distribution dentée en caoutchouc et en kevlar pour entraîner l'arbre à cames,,. Les courroies de distribution sont peu coûteuses, produisent un bruit minimal et n'ont pas besoin de lubrification (p93). Un inconvénient des courroies de distribution est la nécessité de les remplacer régulièrement (p94). La durée de vie recommandée d'une courroie varie généralement entre 30 000 km (18 641,1 mi) et 100 000 km (62 137,1 mi) (pp94-95) (p250).
La première utilisation connue en automobile des courroies de distribution pour entraîner les arbres à cames en tête était sur les Devin-Panhard spéciales de compétition de 1953 construites pour la série de courses SCCA H-modified aux États-Unis (p62). Ces moteurs étaient basés sur des moteurs bicylindre à plat Panhard OHV convertis en moteurs 1ACT en utilisant des composants de moteurs de motos Norton (p62). La première voiture de série à utiliser une courroie de distribution fut le coupé compact Glas 1004 de 1962.
Une autre méthode d'entraînement par arbre à cames couramment utilisée sur les moteurs modernes est une chaîne de distribution, construite à partir d'une ou deux rangées de chaînes à rouleaux métalliques,,. Au début des années 1960, la plupart des conceptions d'arbres à cames en tête des automobiles de production utilisaient des chaînes pour entraîner le ou les arbres à cames (p17). À partir de 1971 sur la CB 500, Honda puis d'autres constructeurs ont construit des motos équipées d'un ACT entrainé par une chaine Morse dite « silencieuse » ou « Hy-Vo », c'est-à-dire à denture inversée. Contrairement aux courroies, les chaînes de distribution ne nécessitent généralement pas de remplacement à intervalles réguliers (source de revenus non négligeable pour les garagistes), l'inconvénient est qu'elles sont plus bruyantes que les courroies de distribution (p253).

### Train d'engrenages
Un système de train d'engrenages entre le vilebrequin et l'arbre à cames est couramment utilisé dans les moteurs diesel à arbre à cames en tête utilisés dans les poids-lourds. Les trains d'engrenages sont moins couramment utilisés dans les moteurs OHC des camions légers ou des automobiles.

### Autres systèmes d'entraînement par arbre à cames

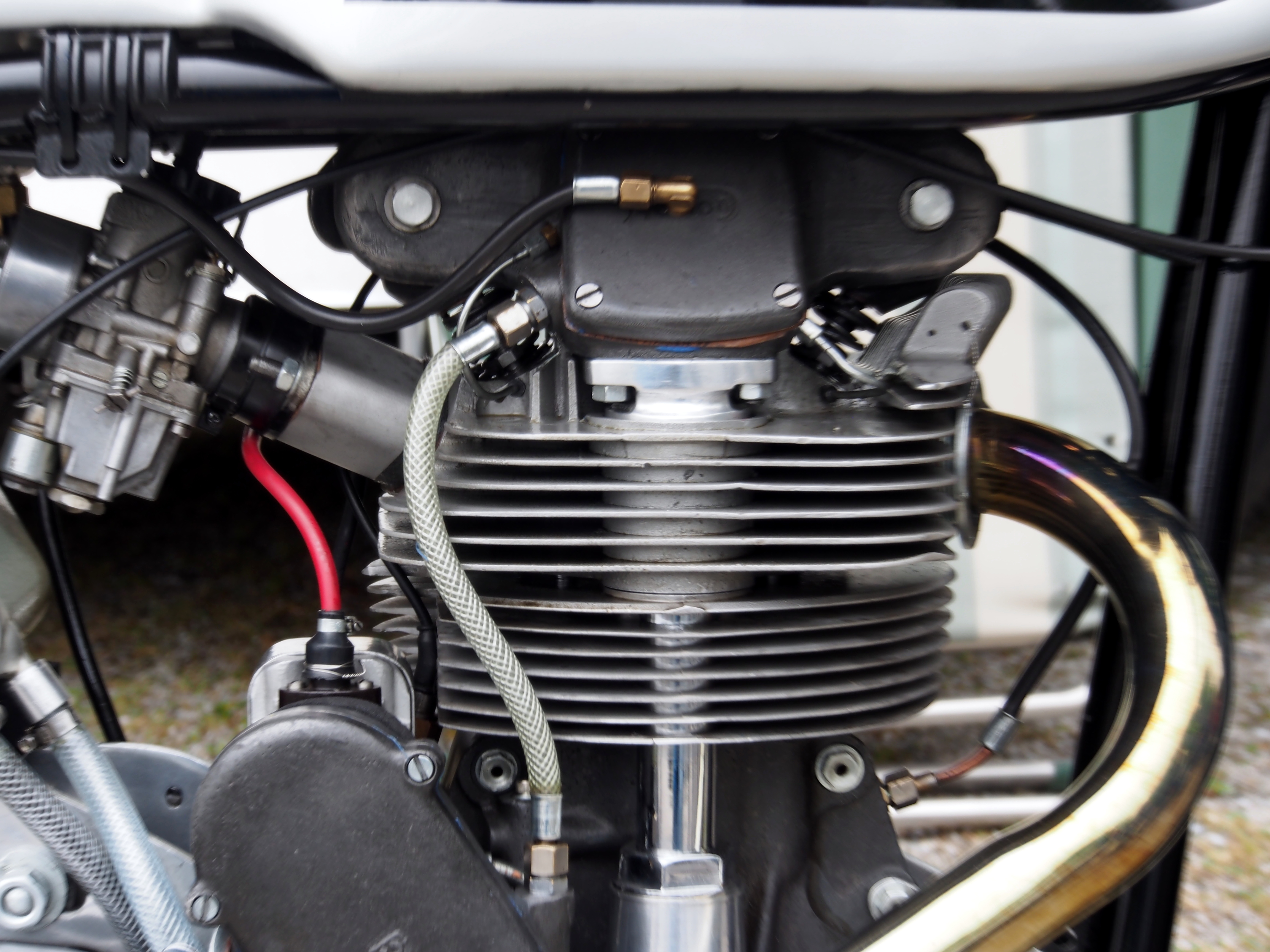
Moteur de moto Norton avec arbre à cames entraîné par arbre conique.

Jusque dans les années 1950, plusieurs moteurs OHC utilisaient un arbre à couple conique pour entraîner l'arbre à cames. Les exemples incluent la Maudslay 25/30 (1908-1911),, la Bentley 3 Litre, la MG Midget (1929-1932), la série Velocette K (1925-1948), la Norton International (1931-1957) et la Norton Manx (1947-1962). Plus récemment, les moteurs de motos Ducati monocylindres (1950-1974), Ducati L-twin (1973-1980), Kawasaki W650 (1999-2007) et Kawasaki W800 (2011-2016) utilisaient des arbres coniques,. De 1946 à 1952, le 4-cylindres Crosley fut le dernier moteur automobile à utiliser cette conception pour entraîner l'arbre à cames. Les droits sur la technologie du moteur Crosley furent achetés par des sociétés successives (General Tire en 1952, suivi de Fageol en 1955, Crofton en 1959, Homelite en 1961 et Fisher Pierce en 1966) après que Crosley ait fermé les portes de l'usine automobile. Elles ont continué à produire le même moteur pendant plusieurs années.
Un entraînement d'arbre à cames utilisant trois jeux de cames et de poussoirs en parallèle a été utilisé dans la voiture de luxe Leyland Eight (1920-1923) construite au Royaume-Uni,. Un système similaire a été utilisé dans la Bentley Speed Six (1926-1930) et la Bentley 8 Litre (1930-1932). Un système de bielles montées sur excentriques a été utilisé par de nombreux modèles de la NSU Prinz (1958-1973) (p16-18).

## Historique

### 1900 - 1914
Parmi les premiers moteurs à arbre à cames en tête figuraient le moteur Maudslay 1ACT (1902) construit au Royaume-Uni (p210) (p906) et le moteur Marr Auto Car 1ACT (1903) construit aux États-Unis,. Le premier moteur à 2ACT était un moteur de course Peugeot 4-cylindres en ligne qui propulsait la voiture ayant remporté le Grand Prix de France 1912. Une autre Peugeot équipée d'un moteur à 2ACT a remporté le Grand Prix de France 1913, suivi par la Mercedes-Benz 18/100 GP à moteur 1ACT remportant le Grand Prix de France 1914.
L'Isotta Fraschini Tipo KM, construite en Italie de 1910 à 1914, a été l'une des premières voitures de série à utiliser un moteur 1ACT.

### Première Guerre mondiale

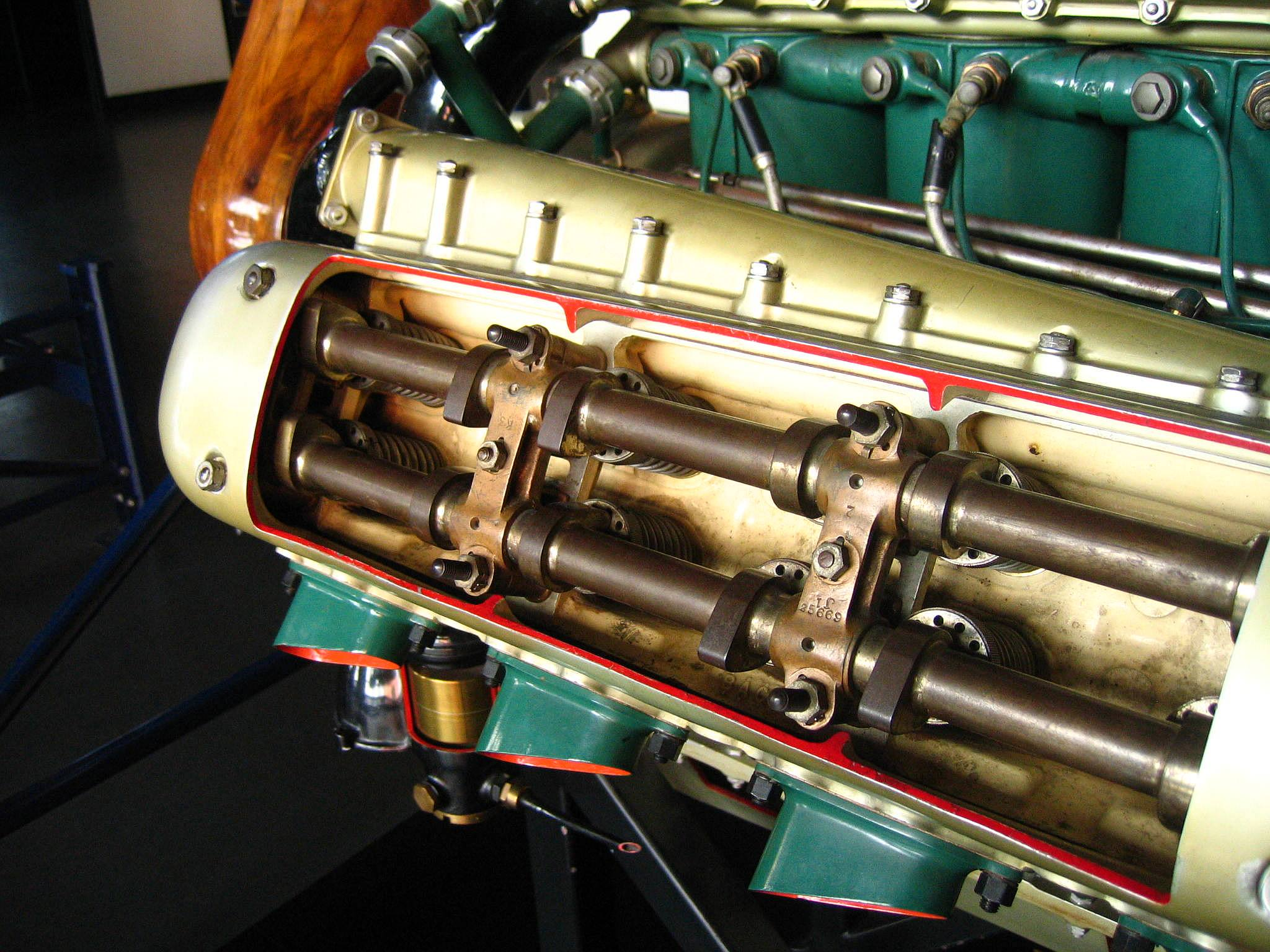
Culasse à 2ACT d'un moteur d'avion Napier Lion 1917-1930.

Pendant la Première Guerre mondiale, les forces aériennes alliées et allemandes cherchèrent à appliquer rapidement la technologie des arbres à cames en tête des moteurs de course automobile aux moteurs d'avions militaires. Ainsi le moteur 1ACT de la Mercedes 18/100 GP (vainqueur du Grand Prix de France 1914) devint le point de départ de développement des moteurs d'avion Mercedes et Rolls-Royce. Mercedes créa une série de moteurs 6-cylindres aboutissant au moteur Mercedes D.III. Rolls-Royce inversa la conception de la culasse Mercedes basée sur une voiture de course laissée en Angleterre au début de la guerre, menant au moteur V12 Rolls-Royce Eagle. D'autres conceptions 1ACT virent le jour comme le V8 espagnol Hispano-Suiza 8 (avec une transmission entièrement fermée), le V12 américain Liberty L-12 et le 6-cylindres en ligne allemand BMW IIIa. Le moteur W12 2ACT Napier Lion fut construit en Grande-Bretagne à partir de 1918.
La plupart de ces moteurs utilisaient un arbre pour transférer l'entraînement du vilebrequin à l'arbre à cames en haut du moteur. Les gros moteurs d'aéronefs, en particulier les moteurs refroidis par air, subissaient une dilatation thermique considérable, ce qui faisait varier la hauteur du bloc-cylindres dans les conditions de fonctionnement. Cette expansion causait des difficultés pour les moteurs à tige de poussée, de sorte qu'un moteur à arbre à cames en tête utilisant un entraînement par arbre à cannelures coulissantes était le moyen le plus simple de contrer cette expansion. Ces arbres coniques se trouvaient généralement dans un tube externe à l'extérieur du bloc, communément appelés « tower shafts » (« puits de tour »).

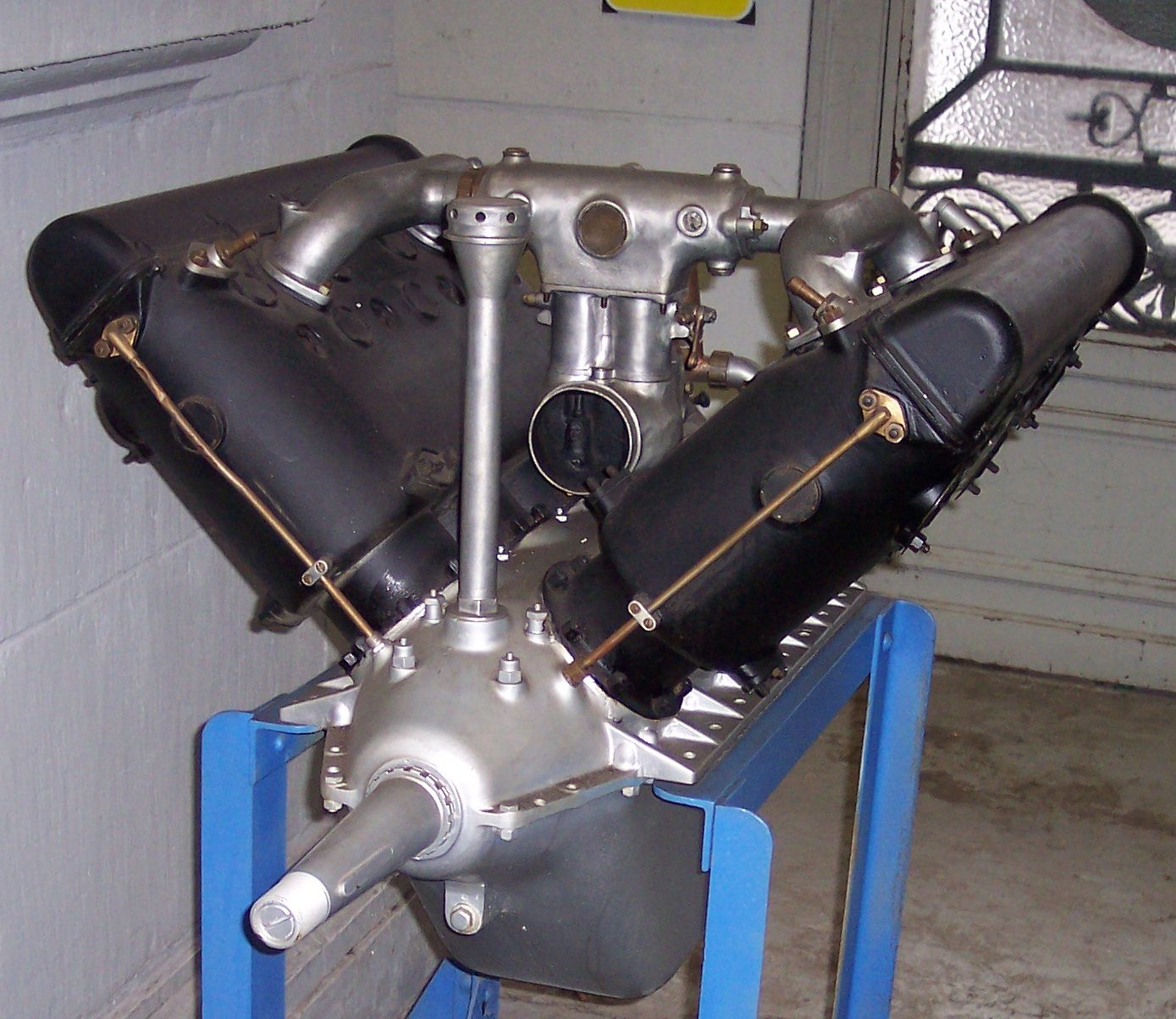
1914-1918 Moteur d'avion Hispano-Suiza 8A SACT.
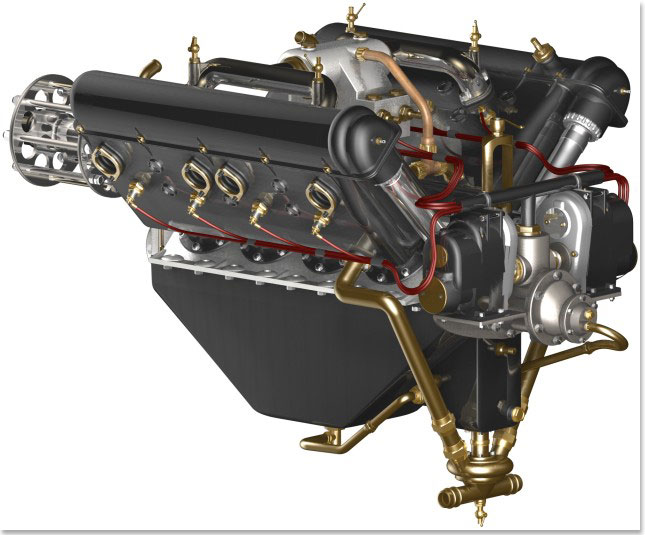
Arbres coniques visibles à l'arrière de chaque banc de cylindres sur un Hispano-Suiza 8Be.

### 1919 - 1944

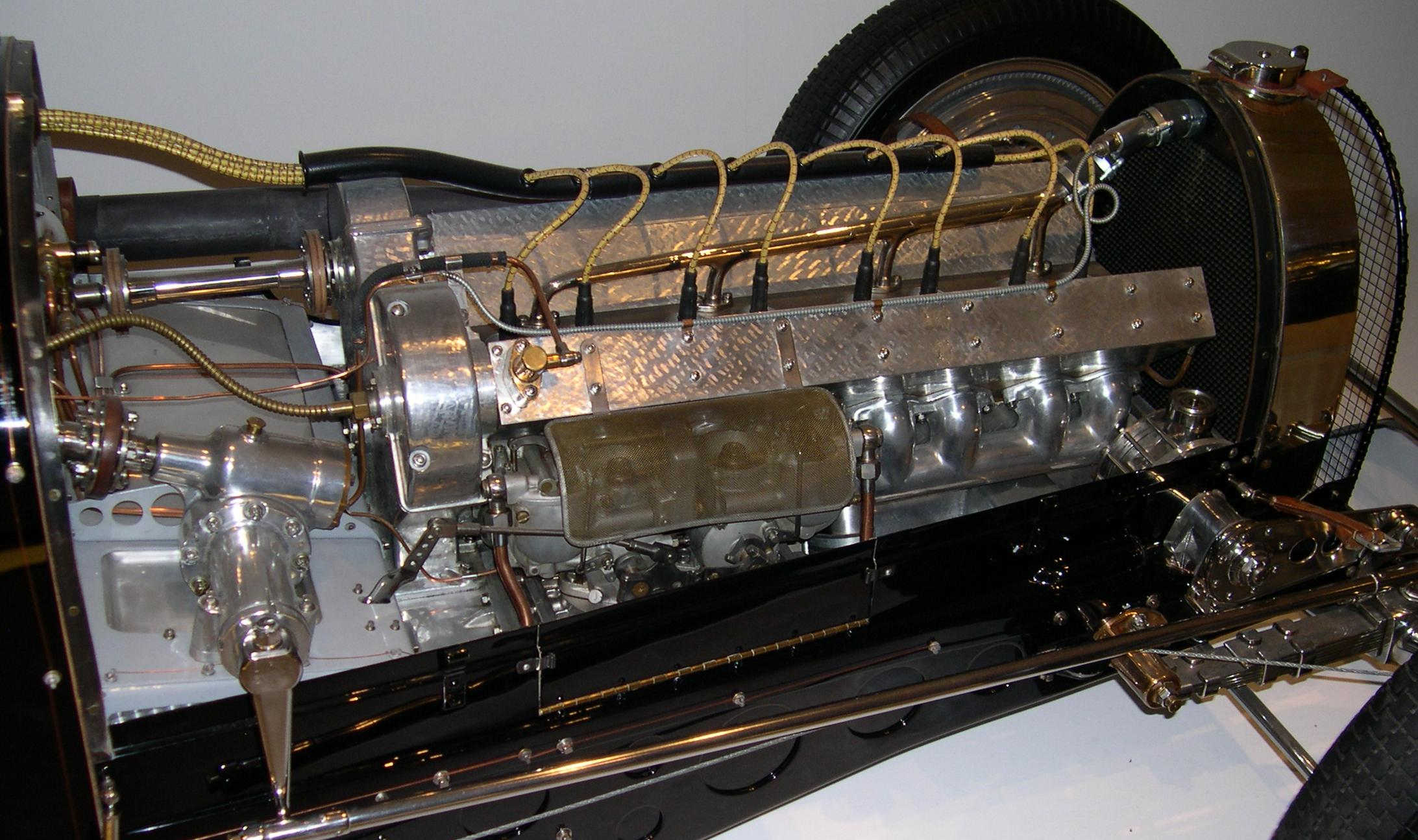
Bugatti Type 59 1933, moteur de Grand Prix à huit cylindres en ligne.

Un des premiers moteurs de série américains à arbres à cames en tête était le moteur huit cylindres en ligne 1ACT de la voiture de luxe Duesenberg Model A (1921-1926).
En 1926, la Sunbeam 3 Litre Super Sports fut la première voiture de série à utiliser un moteur 2ACT,.
Aux États-Unis, Duesenberg a ajouté des moteurs 2ACT (aux côtés des moteurs 1ACT existants) avec la sortie en 1928 de la Duesenberg Model J propulsée par un moteur à huit cylindres en ligne 2ACT. La Stutz DV32 (1931-1935) fut également une des premières voitures de luxe américaines à utiliser un moteur 2ACT. Toujours aux États-Unis, le moteur 4-cylindres en ligne de course Offenhauser 2ACT apparu en 1933 domina les courses en Amérique du Nord de 1934 jusqu'aux années 1970.
Les autres premières automobiles à moteurs 1ACT étaient la Wolseley Ten (1920-1923), la MG 18/80 (1928-1931), la Singer Junior (1926-1935) et l'Alfa Romeo 6C Sport (1928-1929). Les premières motos à ACT comprenaient la Velocette K Series (1925-1949) et la Norton CS1 (1927-1939).

### 1945 - Aujourd'hui

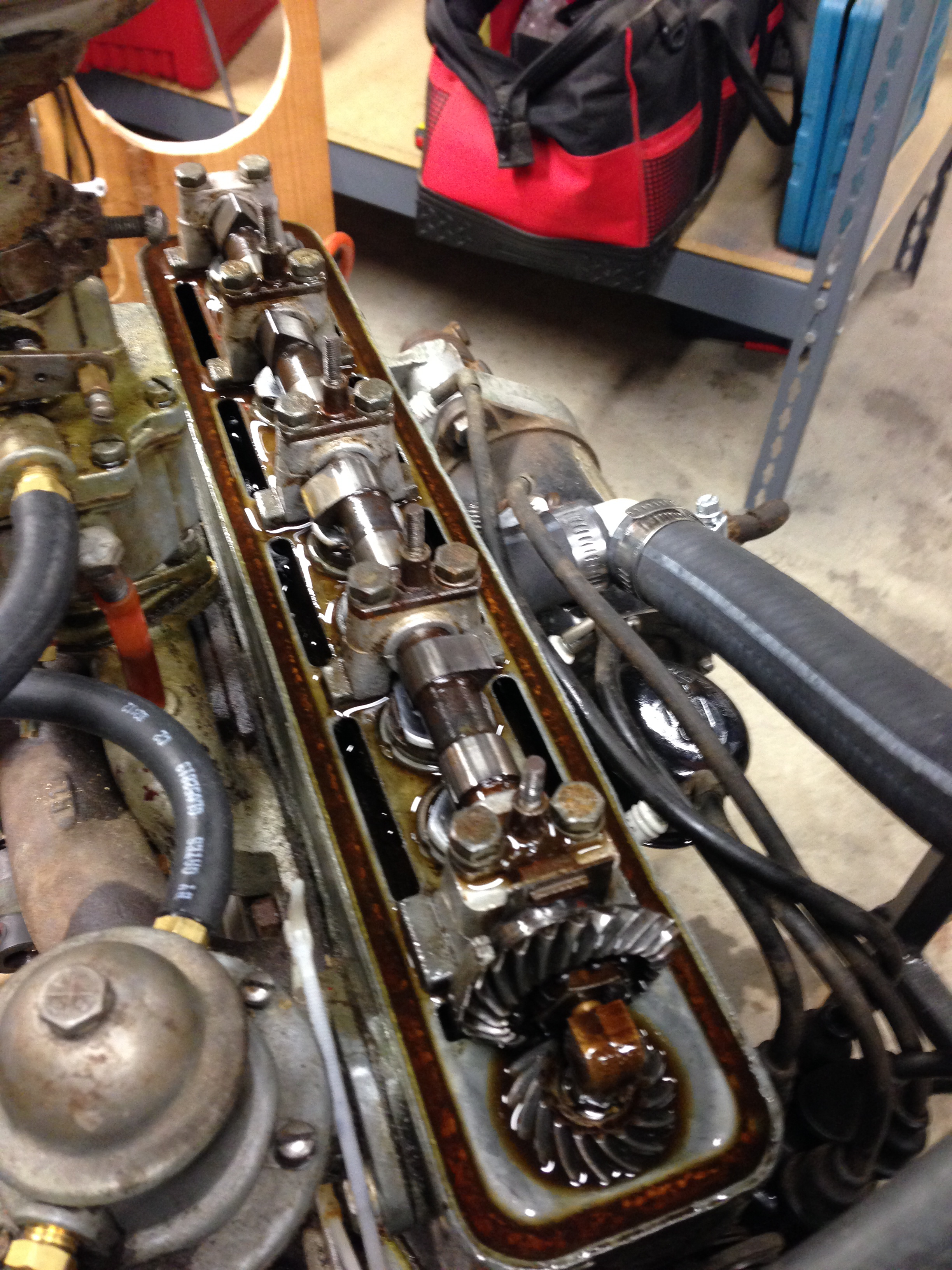
Moteur Crosley CoBra 1ACT de 1946-1949.

La Crosley CC Four (1946-1948) fut sans doute la première voiture américaine de série à utiliser un moteur 1ACT,,. Son petit moteur animait la Crosley HotShot, premier vainqueur des 12 Heures de Sebring de 1950 (p121).
L'utilisation d'une configuration 2ACT a progressivement augmenté après la Seconde Guerre mondiale, notamment sur les voitures de sport. Les moteurs 2ACT emblématiques de cette période comprennent les moteurs 6-cylindres en ligne Lagonda (1948-1959) et Jaguar XK6 (1949-1992) ainsi que le moteur 4-cylindres en ligne Alfa Romeo Twin Cam (1954-1994),. Le moteur 4-cylindres en ligne Fiat Twin Cam (1966-2000) fut l'un des premiers moteurs 2ACT à utiliser une courroie de distribution dentée au lieu d'une chaîne.
Dans les années 1980, la nécessité d'augmenter les performances tout en réduisant la consommation de carburant et les émissions d'échappement a entraîné une utilisation croissante des moteurs 2ACT dans les véhicules grand public, à commencer par les constructeurs japonais. Au milieu des années 2000, la plupart des moteurs automobiles utilisent une configuration 2ACT.